# Pentapodus vitta
Pentapodus vitta – gatunek ryby z rodziny nitecznikowatych (Nemipteridae).  

## Występowanie
Występują w wodach Oceanu Indyjskiego, u zachodnich wybrzeży Australii. Ich populacja jest stabilna. Pływają w płytkich wodach zwykle do 30 metrów głębokości, jednak zaobserwowano ich występowanie nawet na głębokości do 52 metrów. Przebywają zwykle przy dnie w trawie morskiej, w okolicy raf koralowych lub przy kamienistym dnie w zatokach. 

## Charakterystyka
Osiąga zazwyczaj około 15 centymetrów, jednak największe osobniki miały nawet 26 centymetrów. Ich ciało zazwyczaj przyjmuje srebrną barwę. Są to ryby tropikalne, preferują wodę o temperaturze 26,5–28,6 °C.